# Tiếng Inuktitut
Tiếng Inuktitut ([inuktiˈtut], chữ tượng thanh âm tiết ᐃᓄᒃᑎᑐᑦ; xuất phát từ inuk người + -titut giống, có phong cách như), còn có tên gọi là Inuktitut Đông Canada hoặc Inuit Đông Canada, là một trong những ngôn ngữ Inuit chính của Canada, được sử dụng tại tất cả các khu vực phía bắc của đường giới hạn cây gỗ, bao gồm các bộ phận của tỉnh Newfoundland và Labrador, Québec, ở một mức độ nào đó ở đông bắc Manitoba cũng như Các Lãnh thổ Tây Bắc và Nunavut. Đây là một trong những ngôn ngữ được viết bằng hệ chữ tượng thanh âm tiết thổ dân Canada.
Nó được công nhận là ngôn ngữ chính thức tại Nunavut cùng với tiếng Inuinnaqtun, và cả hai ngôn ngữ được gọi chung là Inuktut. Nó cũng được công nhận về mặt pháp lý tại Nunavik-một phần của Québec-một phần nhờ vào Hiệp định James Bay và Bắc Québec, và được ghi nhận trong Hiến chương ngôn ngữ Pháp là ngôn ngữ chính thức giảng dạy cho các học khu Inuit ở đó. Nó cũng được công nhận tại Nunatsiavut-khu vực người Inuit ở Labrador-sau việc phê chuẩn thỏa thuận với chính phủ Canada và tỉnh Newfoundland và Labrador. Cuộc điều tra dân số Canada năm 2006 báo cáo rằng có khoảng 35.000 người nói tiếng Inuktitut tại Canada, trong đó có khoảng 200 người sinh sống thường xuyên ở bên ngoài vùng đất của người Inuit.
Thuật ngữ Inuktitut thường được sử dụng rộng rãi hơn để bao gồm Inuvialuktun và gần như tất cả các phương ngữ Inuit của Canada. Để biết thêm thông tin về các mối quan hệ giữa Inuktitut và các ngôn ngữ Inuit nói ở Greenland và Alaska, xem nhóm ngôn ngữ Inuit.